# (10918) Kodaly
(10918) Kodaly est un astéroïde de la ceinture principale.

## Description
(10918) Kodaly est un astéroïde de la ceinture principale. Il fut découvert le 1er janvier 1998 à Kitt Peak par le projet Spacewatch. Il présente une orbite caractérisée par un demi-grand axe de 3,11 UA, une excentricité de 0,15 et une inclinaison de 2,9° par rapport à l'écliptique.

## Compléments